# Idaea parallelaria
Idaea parallelaria är en fjärilsart som beskrevs av W. Warren 1902. Idaea parallelaria ingår i släktet Idaea och familjen mätare. Inga underarter finns listade i Catalogue of Life.